# Letiště Birmingham
Letiště Birmingham (IATA: BHX, ICAO: EGBB, anglicky Birmingham Airport) je mezinárodní letiště obsluhující město Birmingham v Anglii. Nachází se na území obce Bickenhill spadající pod město Solihull. Bylo založeno v roce 1939 jako Elmdon Airport. V roce 2016 se jednalo s 11 645 334 přepravenými cestujícími o 7. nejrušnější letiště v zemi. K říjnu 2017 se o leteckou základnu společnost BMI Regional, Flybe, Jet2.com, Ryanair, Thomas Cook Airlines a Thomson Airways.
V roce 2017 sem z Česka létalo pravidelné spojení Českých aerolinií.